# Volleyball Wrocław
Il Volleyball Wrocław è una società pallavolistica femminile polacca con sede a Breslavia: milita nel campionato polacco di Liga Siatkówki Kobiet.

## Storia
Il Klub Sportowy Gwardia Wrocław nasce nel 1945, all'interno dell'omonima società polisportiva. Tra la fine degli anni cinquanta e l'inizio degli anni sessanta il club attraversa uno dei migliori momenti della sua storia, classificandosi due volte al terzo posto in campionato e disputando una finale di Coppa di Polonia, persa contro il Wisła Cracovia. Dopo diverse stagioni anonime, nel 1986 il Gwardia Wrocław si classifica nuovamente al terzo posto in campionato.
Dopo quasi un ventennio scarno di risultati, nel 2000 il club torna nella massima serie del campionato polacco e nel 2003 e nel 2004 disputa altre due finali di Coppa di Polonia, perdendole nuovamente entrambe. A questi risultati segue una nuova retrocessione, seguita a sua volta da una nuova promozione in PlusLiga. Pur non ottenendo risultati esaltanti, arrivano comunque diverse partecipazioni alle competizioni europee, tra cui spicca la qualificazione alla final-four della Challenge Cup 2009-10.
Dal termine della stagione 2011-12 il club viene gestito dalla Impel SA, cambiando così denominazione in Impel Volleyball ed i colori sociali dal classico bianco-rosso al bianco-verde; l'Impel abbandona il club nel 2017, motivo per il quale cambia ancora denominazione in Volleyball Wrocław.

## Rosa 2021-2022
| N° | Nome                   | Ruolo | Data di nascita   | Nazionalità sportiva |
| -- | ---------------------- | ----- | ----------------- | -------------------- |
| 1  | Marta Wellna           | S     | 7 aprile 1988     | Polonia              |
| 3  | Aleksandra Gromadowska | S     | 3 febbraio 1996   | Polonia              |
| 5  | Magdalena Hawryła      | C     | 1º gennaio 1989   | Polonia              |
| 6  | Aleksandra Rasińska    | O     | 6 novembre 1998   | Polonia              |
| 7  | Andrea Kossányiová     | S     | 6 agosto 1993     | Rep. Ceca            |
| 8  | Izabela Bałucka        | C     | 15 febbraio 1993  | Polonia              |
| 9  | Natalia Murek          | S     | 8 settembre 1999  | Polonia              |
| 10 | Agnieszka Adamek       | L     | 4 gennaio 1996    | Polonia              |
| 11 | Adrianna Szady         | P     | 18 novembre 1991  | Polonia              |
| 12 | Julia Pańko            | O     | 13 agosto 2003    | Polonia              |
| 13 | Joanna Chorąża         | S     | 21 marzo 2004     | Polonia              |
| 15 | Nina Kocić             | O     | 11 giugno 1993    | Serbia               |
| 17 | Anna Bodasińska        | L     | 15 giugno 1998    | Polonia              |
| 19 | Anna Kaczmar           | P     | 26 settembre 1985 | Polonia              |
| 20 | Yunieska Robles        | S     | 21 marzo 1993     | Cuba                 |
| 22 | Karolina Fedorek       | C     | 23 agosto 1994    | Polonia              |
| 23 | Julia Stancelewska     | C     | 1º novembre 2003  | Polonia              |

## Denominazioni precedenti
- 1945-2012: Klub Sportowy Gwardia Wrocław
- 2012-2017: Impel Volleyball